# Horacio Herrero
Horacio Arquímides Herrero Erobidar (* 11. November 1920 in Necochea) ist ein ehemaliger argentinischer Fußballspieler, der vorwiegend im Mittelfeld agierte.

## Leben
Herrero begann seine Laufbahn beim CA Colegiales und wechselte später zum CA Vélez Sarsfield. 
1944 wechselte er nach Mexiko, wo er zunächst für die A.D.O. und anschließend für den ebenfalls in Orizaba beheimateten Stadtrivalen Moctezuma tätig war. Nach einer weiteren Station beim in Mexiko-Stadt beheimateten Real Club España verschlug es Herrero nach Spanien, wo er 1949 mit dem FC Valencia den spanischen Pokalwettbewerb gewann. 1949 unterschrieb er beim Zweitligisten Racing Santander, mit dem er die Zweitligameisterschaft der Saison 1949/50 gewann und den Aufstieg in die höchste Spielklasse schaffte. 

## Erfolge
- Spanischer Pokalsieger: 1949
- Spanischer Zweitligameister: 1950